# Acide chloroacétique
L'acide chloroacétique est le dérivé chloré de l'acide acétique, de formule ClCH2COOH